# Burking
Burking ist ein Begriff aus der US-amerikanischen Rechtsprechung, der eine spezielle Form des Tötens durch Ersticken beschreibt und auch Eingang in die Rechtsmedizin gefunden hat. Der Begriff geht auf William Burke, einen Serienmörder in Edinburgh Anfang des 19. Jahrhunderts, zurück. Dieser hielt den Opfern der als West-Port-Morde bezeichneten Tötungsserie Augen, Mund und Nase zu, während er rittlings auf ihrem Brustkorb saß.
Der Tod tritt bei diesem Vorgehen durch Asphyxie ein. Dabei kommt es zu relativ geringen Zeichen eines gewaltsamen Todes. Die Tötungsmethode erfordert besondere Sorgfalt bei der Obduktion, da Burking eher unspezifische Obduktionsbefunde ergibt und bei ungeklärtem Pathomechanismus schwer nachweisbar ist. Burke war daran besonders gelegen, da er die Leichen in gut erhaltenem Zustand an anatomische Institute verkaufte.

Die Herbeiführung von Beinahe-Ersticken durch den Verschluss von Mund und Nase gehört zu den zunehmend üblichen Foltermethoden. Beim Einsatz als Nahkampf-Technik besteht für das Opfer die Gefahr des lagebedingten Erstickungstods. 

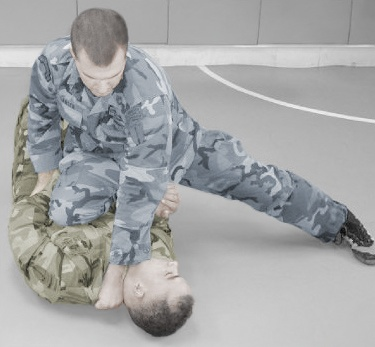
„Knie-auf-Bauch“-Position: Die Thorax-Kompression macht es dem Opfer sehr schwer zu atmen.

In der atmungshemmenden „Knie-auf-Bauch“-Position liegt das Opfer auf dem Rücken. Die ausführende Person presst – mithilfe ihres Körpergewichtes – ein Knie auf Brustkorb und Bauch des Opfers, so dass sie damit den Oberkörper zusammendrückt, um die Vitalkapazität (Lungenvolumen) massiv einzuschränken (Thorax-Kompression), wodurch eine Asphyxie eintritt.
In der ebenfalls atmungshemmenden „Knie-auf-Brustkorb“-Position liegt das Opfer auf dem Bauch, sein Gesicht wird auf den Boden gedrückt. Der Druck auf den Oberkörper wird auf den Rücken ausgeübt. Die Asphyxie tritt ebenfalls durch die unterbundene Fähigkeit zum Einatmen ein.